# Jeffersonville, Indiana
Jeffersonville este o localitate, municipalitate și sediul comitatului Clark, statul Indiana, Statele Unite ale Americii. Jeffersonville este situat la altitudinea de 136 m deasupra n.m., ocupă o suprafață de 35.2 km2 și avea, în 2010, 44.953 de locuitori.